# Сколевская котловина

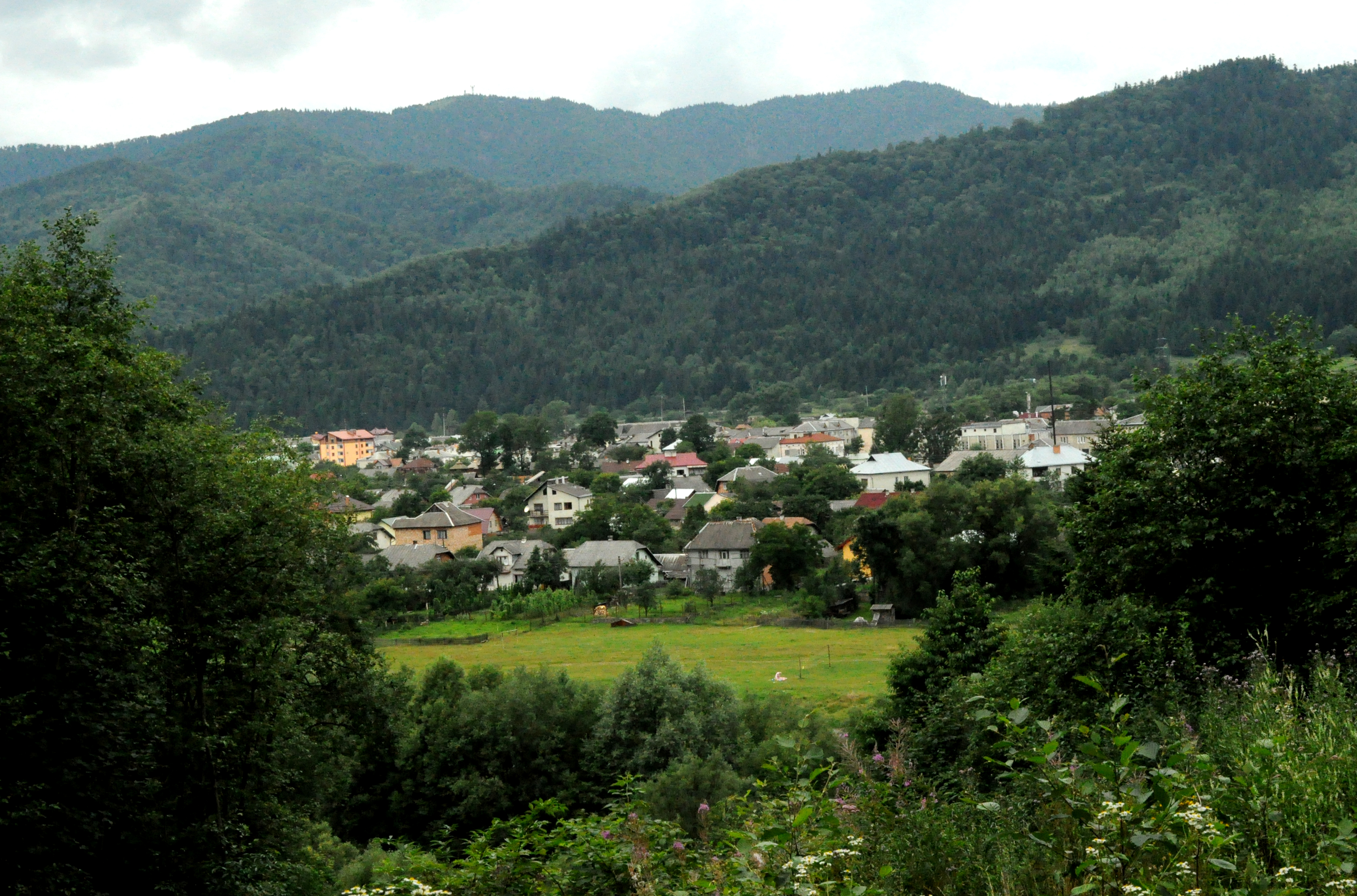
Вид на Сколе

Сколевская котловина — межгорная котловина в Украинских Карпатах, в пределах Сколевских Бескидов . Расположена в Стрыйском районе Львовской области. В котловине расположен город Сколе .
Длина котловины 3,5 км, ширина 1,5 км. Абсолютные высоты 420—450 м. Представляет собой линзообразное расширение долины реки Опир в неустойчивых породах олигоценового флиша. Поперечный профиль асимметричный: развит только левобережный пойменно-террасный комплекс (1—3 террасы).
С юго-запада котловину замыкают хребты Парашка и Зелемянка, с северо-востока — склоны горы Добряна (824 м) и хребта Чудилов.
На северо-востоке котловина соединяется невысоким перевалом (Тухольские ворота) с Верхнесиневидненской котловиной. Через Сколевскую котловину проходит автодорога М 06 и железная дорога Львов — Мукачево .